# Resonance
Resonance — студійний альбом, записаний та випущений Джорданом Рудессом у 1999 році.

## Про альбом
Поряд з альбомами Secrets of the Muse, 4NYC і Christmas Sky, композиції альбому Resonance переважно є імпровізаціями на різних синтезаторах.

## Список композицій
1. Resonance — 9:55
2. Timeline — 10:27
3. Flying — 10:45
4. Catharsis — 5:15
5. Tears — 4:09

## Учасники запису
- Джордан Рудесс — піаніно, синтезатори